# Kaltenhausen (Töplitz)
Kaltenhausen ist eine Halbinsel der durch die Havel gebildete Insel Töplitz im Landkreis Potsdam-Mittelmark.

## Lage
Kaltenhausen liegt am westlichen Teil der Havelinsel Töplitz, in der Nähe des Örtchens Göttin. Es wird von der Havel, dem Göttinsee und auf dem Festland von Wiesen und Feldern begrenzt. Der Havelabschnitt an dieser Stelle ist gekennzeichnet mit der Nummer 1 der Potsdamer Havel. Kaltenhausen gehört zur Gemarkung Göttin sowie zur Gemarkung Neu-Töplitz. Über die Halbinsel führt ein Feldweg, von ihm hat man einen schönen Blick auf die Havel.

## Landschaftsstruktur und Landwirtschaft
Auf Kaltenhausen erstreckt sich eine kleine Erhebung, die vollkommen von Feldern bedeckt ist. Am Rand der Erhebung erstrecken sich bis zum Ufer Wiesen. Somit wird die gesamte Halbinsel landwirtschaftlich genutzt. Es gibt nur wenig Bäume, die meisten stehen am Weg, der am Ufer des Göttinsees entlangführt.

## Slawische Burg
An der Spitze der Halbinsel befand sich ein slawischer Burgwall, von dem jedoch heute nichts mehr zu sehen ist.

## Namensgebung
Wahrscheinlich kommt der Name daher, dass es im Winter in Kaltenhausen immer wesentlich kälter war als auf dem Rest der Insel Töplitz. Das liegt an der besonderen Lage, denn im Winter weht der Wind über die kalten baumlosen Wiesen auf der anderen Seite der Havel ungebremst über die Havel auf Kaltenhausen zu.
Koordinaten: 52° 26′ 53″ N, 12° 53′ 1″ O